# Ravenga
Ravenga es una pequeña isla en la provincia de Torba, Vanuatu, en el Océano Pacífico. La isla también es conocida como Ranenger. 

## Geografía
Ravenga se encuentra a 1,2 km de la costa este de Vanua Lava. La isla tiene un diámetro de unos 800 metros y está rodeada de playas de arena blanca. En los lados norte, este y sur de Ravenga, el arrecife se extiende mar adentro a unos 250 m y luego cae en aguas profundas.